# Gertrudis Prat
Gertrudis Prat o Mataró (Badalona, flor. 1800-1802) anomenada popularment «la Tuyas», va ser una puntaire catalana coneguda per haver fet una punta al coixí per a la reina d'Espanya l'any 1802, en aquell moment Maria Lluïsa de Parma, muller de Carles IV, pel que va ser coneguda popularment com «la puntaire de la reina».
Era la filla més gran de Francesc Prat i de Maria, fill i nora respectivament de Mariana Prat, coneguda pel seu àlies de «dida de Mataró». Ambdós eren residents a Badalona, doncs Rafael d'Amat i de Cortada, baró de Maldà, al seu dietari Calaix de sastre, els esmenta diverses vegades quan feia visites a la vila de Badalona i la defineix com una noia galant i espigada, i la lloa per les seves habilitats per les seves puntes, com ho fa el 20 de maig de 1801: «he vist a Maria, dòna del Francesch Prat […] dient si gustaba veurer unas primorosas puntas de plam de fil blanch que treballaba Gertrudis, sa filla mes gran, en lo cuxí y passarem a veurerlashi y molt gustosa que ha estat la minyona de enseñarmelas.» Destaca que durant l'estança de la reina Maria Lluïsa de Parma a Barcelona l'any 1802, diuen les cròniques que va ser requerida per confeccionar una de les seves puntes de coixí amb destí a la reina, i que des d'aleshores els badalonins la van conèixer amb el sobrenom de «la puntaire de la reina». Les puntes de coixí estaven ben considerades a l'època i ben retribuïdes, de fet Gertrudis va ser mestra d'altres noies puntaires de Badalona, com esmenta el baró de Maldà, que a més descriu els seus dissenys, el 19 de maig de 1802: «puntas de fil blanch, amples de plam y mitg, ab dibuixos, com jardi ab flors, arcadas y pilars».
Es coneix que va casar-se amb Francesc Escolà, natural de Martorell. El 23 de maig del 1802 any se'n té l'última noticia: el baró esmenta que no hi és a casa, perquè visitar-se de la melsa amb el doctor Oliva de Barcelona, si bé després s'esmenta que va anar a un curandero d'Horta, però es desconeix si va curar-se o, finalment, va morir.